# دانيال فاسيليفسكي
دانيال فاسيليفسكي (بالإنجليزية: Daniel Vasilevski)‏ هو لاعب كرة قدم أسترالي في مركز الدفاع، ولد في 4 سبتمبر 1981 في ملبورن في أستراليا. شارك مع منتخب أستراليا تحت 20 سنة لكرة القدم. أما مع النوادي، فقد لعب مع نادي برث غلوري ونادي جنوب ملبورن ونادي ملبورن فيكتوري ونيوكاسل يونايتد جتس.